# Ilaria Spada
Pour les articles homonymes, voir Spada (homonymie).
Ilaria Spada, née le 27 février 1981 à Latina dans la région du Latium en Italie, est une actrice, une animatrice de télévision et une mannequin italienne.

## Biographie
Ilaria Spada naît à Latina dans la région du Latium en 1981.
En 1998, elle est élue Miss Elégance de la région du Latium et participe ainsi au concours nationale de Miss Italie. Elle se lance ensuite dans une carrière de mannequin. En 2000, elle débute comme actrice au cinéma avec un rôle secondaire dans la comédie Via del corso (it) d'Adolfo Lippi et présente en 2001 l'édition italienne du Téléthon pour la Rai 1. Elle participe ensuite à la première saison de l'émission Veline
En 2002, elle présente avec Cino Tortorella et Heather Parisi (it) le festival de chant pour enfants Zecchino d'Oro. L'année suivante, elle apparaît comme animatrice dans l'émission Ciao Darwin. En 2004, elle présente pour la Rai une chronique journalière consacrée aux joueurs de l'équipe italienne de football dans le cadre du championnat d'Europe de football 2004 et une autre consacrée aux Jeux olympiques d'été de 2004 ayant lieu à Athènes. Elle décide ensuite de se consacrer à sa carrière d'actrice.
En 2006, elle prend part à l'unique saison de Codice rosso, une série télévisée inspirée par le quotidien du Corpo nazionale dei vigili del fuoco. Elle joue ensuite dans la deuxième et troisième saison de la comédie policière Provaci ancora prof, apparaît dans plusieurs épisodes d'une autre série policière, Un sacré détective (Don Matteo) et tient un rôle secondaire récurrent dans la seconde saison de la série comique Raccontami.
En 2008, elle revient au cinéma avec un nouveau rôle secondaire dans la comédie sentimentale Scusa ma ti chiamo amore de Federico Moccia puis en partageant l'affiche de la comédie romaine Questa notte è ancora nostra de Paolo Genovese et Luca Miniero avec Nicolas Vaporidis (it), Valentina Izumi Cocco (it) et Massimiliano Bruno.
En 2010, elle tient un rôle régulier dans la première saison de la série policière R.I.S. Roma - Delitti imperfetti. Elle joue ensuite dans la mini-série Cenerentola de Christian Duguay librement inspiré du conte Cendrillon de Charles Perrault et de l'opéra-bouffe La Cenerentola composé par Gioachino Rossini.
En 2014 et 2015, elle participe à six films, jouant notamment dans le ciné-panettone Vacanze ai Caraibi (it) de Neri Parenti et dans les comédies Tutte lo vogliono (it) d'Alessio Maria Federici (it) et Se Dio vuole du réalisateur débutant Edoardo Falcone.

## Vie privée
En couple avec l'acteur italien Kim Rossi Stuart, elle donne naissance à son premier enfant fin 2011.

## Filmographie

### Au cinéma
- 2000 : Via del corso (it) d'Adolfo Lippi
- 2008 : Scusa ma ti chiamo amore de Federico Moccia
- 2008 : Questa notte è ancora nostra de Paolo Genovese et Luca Miniero
- 2011 : Come trovare nel modo giusto l'uomo sbagliato de Salvatore Allocca et Daniela Cursi Masella
- 2014 : Un matrimonio da favola de Carlo Vanzina
- 2014 : Arance e martello de Diego Bianchi
- 2015 : Tout mais pas ça ! (Se Dio vuole) d'Edoardo Falcone
- 2015 : Tutte lo vogliono (it) d'Alessio Maria Federici (it)
- 2015 : Gli ultimi saranno ultimi de Massimiliano Bruno
- 2015 : Vacanze ai Caraibi (it) de Neri Parenti

### À la télévision

#### Séries télévisées
- 2005 : Un ciclone in famiglia, un épisode
- 2006 : Codice rosso
- 2006 - 2007 : Nati ieri
- 2007 - 2008 : Provaci ancora prof
- 2008 - 2011 : Un sacré détective (Don Matteo)
- 2008 : Raccontami
- 2010 : R.I.S. Roma - Delitti imperfetti
- 2011 : Cenerentola de Christian Duguay
- 2015 : La dama velata

### Emissions de télévisions

#### Comme animatrice ou participante
- 2001 : Téléthon
- 2002 : Veline
- 2002 : Zecchino d'Oro
- 2002 : Aspettando Gesù Bambino
- 2003 : Ciao Darwin
- 2004 : Libero
- 2004 : Bubusette
- 2004 : Atene, Atene